# Adolf Heyduk
Adolf Heyduk (6. června 1835 Rychmburk – 6. února 1923 Písek) byl český básník, představitel májovců, významný propagátor česko-slovenských vztahů. Psal převážně lyrické básně a stal se autorem více než šedesáti básnických sbírek převážně s přírodní, vlasteneckou či rodinnou lyrikou.

## Život
Narodil se 6. června 1835 v Rychmburku (dnes Předhradí u Skutče) v rodině truhláře. Od roku 1850 studoval na reálce v Ječné v Praze, kterou ukončil v roce 1854. Poté na přání rodičů rok studoval techniku v Brně a pak přestoupil na techniku do Prahy (1855). O dva roky později se seznámil s Janem Nerudou, se kterým navázal blízké přátelství. Studia ukončil roku 1859, stal se učitelem na pražské reálce, a téhož roku vydal v Praze svou první básnickou sbírku. Ale již roku 1860 odešel učit kreslení a stavitelství na vyšší reálku do Písku, kde žil až do své smrti. Město Písek ho okouzlilo a rychle zde zdomácněl.
Pouze v roce 1876 přijal místo na I. reálném gymnáziu v Praze, neboť  se zde stal předsedou literárního odboru Umělecké besedy. 
Roku 1877 se vrátil do Písku, kde se téhož roku oženil se svojí o 25 let mladší žačkou Emílií, dcerou předního píseckého restauratéra Reinera. V následujících letech se stal dvojnásobným otcem, ale obě události skončily rodinnou tragédií. Roku 1878 zemřela jeho první dcera Jarmila ještě před pokřtěním ve věku tří měsíců. Na křtiny přijel do Písku i jeho dlouholetý kamarád Jan Neruda, který se měl stát kmotrem. Vzhledem k předčasnému úmrtí ale ke křtu nedošlo a tato smutná událost inspirovala Nerudu k sepsání Balady dětské. Druhá dcera Liduška zemřela ve věku čtyř let roku 1884.
V roce 1887, poté co vstoupil do debaty o pravosti tzv. Rukopisů (královédvorského a zelenohorského) T. G. Masaryk, o něm složil Adolf Heyduk báseň, ve které stálo: „Vás věru nezrodila matka česká; spíš netvorná, zlo sálající saň; jež nad hlavou nám perutěmi tleská; a stále žádá české krve daň.“
V roce 1896 byl jmenován školním radou.
V roce 1900 si nechal postavit v Písku vlastní dům dle návrhu architekta Jana Kouly, který je v současnosti zčásti v péči Prácheňského muzea. V budově se nachází památník Adolfa Heyduka, ve kterém je možno zhlédnout Heydukovu pracovnu, jídelnu a salon s dobovou tematikou.
Měl velmi silný vztah ke Slovensku, které často navštěvoval a měl zde mnoho přátel. Vedle Slovenska cestoval také do Itálie či na Kavkaz, kde žil jeho starší bratr Bedřich, agronom, vinař a zakladatel českých osad dlouhodobě působící nejprve v Černomoří, později pak na Sibiři, a též synovec, agronom Jaroslav Heyduk, Bedřichův syn, první praporečník České družiny v ruských legiích.  Roku 1885 manželé Heydukovi navštívili Bedřichovu rodinu v Černomoří, tento zážitek potom Adolf též básnicky zpracoval, mj. v básních Na vlnách a Z pouti na Kavkaz.
Adolf Heyduk se jako jediný významný básník Nerudovy generace dočkal samostatného a svobodného československého státu, o který jeho generace usilovala. V roce 1920 u příležitosti jeho 85. narozenin mu byl osobně poblahopřát i první prezident Tomáš Garrigue Masaryk v jeho bytě v Písku. Heyduk zemřel 6. února 1923 v Písku a je pohřben na Vyšehradském hřbitově v Praze.

## Dílo

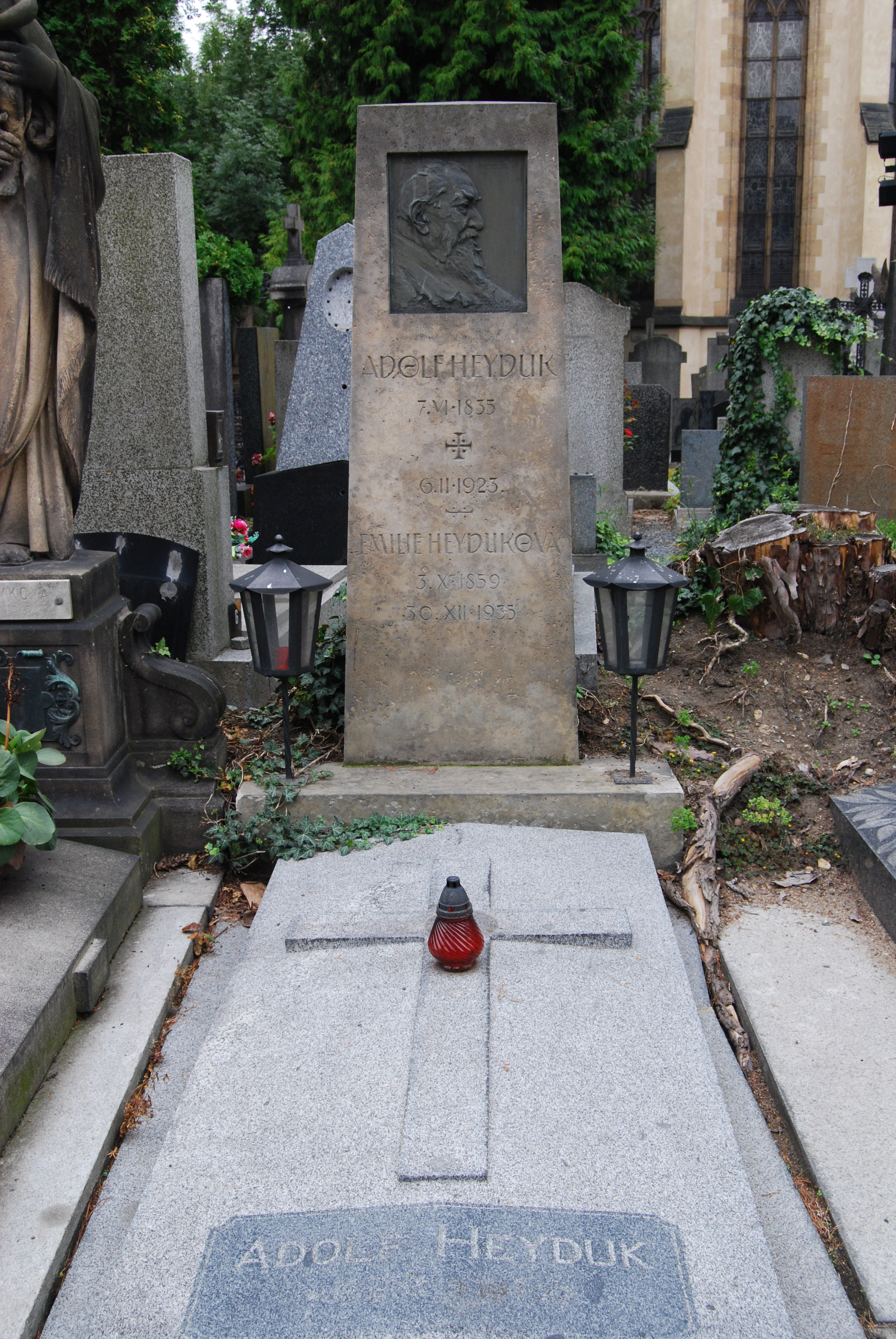
Heydukův hrob na Vyšehradském hřbitově

Jeho celoživotní dílo je značně rozsáhlé a čítá asi 60 básnických sbírek (většina z nich je dnes málo známá) a další básně roztroušené v dobovém tisku, sbornících, časopisech atd. Pro jeho díla je typická písňová forma – mnoho jeho děl bylo zhudebněno, proto byl zván Pootavským slavíkem. Častým tématem mu byla jihočeská a slovenská příroda, láska k ženě a dětem.
Do roku 1884 (úmrtí jeho druhé dcery) jsou jeho básně spíše optimistické, po této tragédii jsou jeho díla ve velké míře pesimistická a pochmurná. Verše vydané po tomto roce jsou považovány za kvalitnější.
Následující přehled čerpá z práce spisovatele a literárního vědce Františka Tichého Adolf Heyduk a jeho dílo, a zahrnuje tedy jen přehled díla do roku 1915.

### Lyrika
- Básně (1859) – jeho první sbírka, části Cigánské melodie, Písně, Smíšené básně, Růže povážská; neměla příznivý ohlas u kritiků, u čtenářů byl ohlas výrazně příznivější, především na cyklus písní Cigánské melodie [13]
- Karyatidy (1862)
- Básně (1865) – části Jižní zvuky a Dozvuky vlašské [14]
- Lesní kvítí (1873) – věnováno Janu Nerudovi [15]
- Cymbál a husle (1876) – dává najevo svou lásku ke Slovensku, mezi českými výrazy používá i slova slovenská; básně jsou velmi zpěvné, připomínají slovenské národní písně, opěvují slovenskou přírodu [16] [17]
- V zátiší (1883) [18]
- Písně (1884)
- Hořec a srdečník (1884) [19]
- Zaváté listy (1886) – spolu se sbírkou V zátiší patří k jeho nejlepším dílům; psána po smrti jeho dcer (1884), prolíná se zde smutek se vzpomínkami, minulost se současností [20]
- Šípy a paprsky (1888)
- Na potulkách (1895)
- Nové cigánské melodie (1897) [21]
- Ptačí motivy (1897) [22]
- Zpěvy pošumavského dudáka – I. Písně (1899) [23] [24] [25]
- Dumy a dojmy (1899) [26]
- Rosa a jíní (1899)
- Parnasie (1900) [27]
- V polích (1900)
- Černá růže (1901)
- Lotyšské motivy (1901) [28]
- Pohádky duše (1901) [29]
- V samotách (1901) [30]
- Ritornelly (1902) [31]
- Z pouti na Kavkaz (1903) [32]
- Cestou (1903) [33]
- Z deníku toulavého zpěváka (1904) [34]
- Znělky (1905) [35]
- Od Tater a Dunaje (1910) [36]
- Co hlavou táhlo (1910) [37]

### Epika
- Milota (1875 v Lumíru, 1898 knižně) – lyrickoepická báseň
- Píseň o bitvě u Kressenbrunu (1877 v Lumíru, 1888 knižně v Bibliotéce mládeže studující), ve Spisech sv. 33 pod názvem Píseň o bitvě na Moravském poli (1903) [38]
- Mohamed (1878 ve Světozoru, knižně ve Spisech sv. 33)
- Oldřich a Božena (1879 v Osvětě, knižně ve Spisech sv. 44) [39]
- Dědův odkaz (1879) [40]
- Dřevorubec (1880 v Osvětě, knižně ve Spisech sv. 6) [41]
- Pod Vítkovým kamenem (1881 v Květech, knižně ve Spisech sv. 20) [42]
- Dudák – národní pověst z Domažlicka (1881 v Palečkovi, knižně ve Spisech sv. 38) [43]
- Za víru a volnost (1881 v Osvětě, 1883 knižně s názvem Za volnost a víru, později ve Spisech sv. 43) [44]
- Běla – idylla z Pootaví (1882 v Osvětě, knižně ve Spisech sv. 43) [45]
- Na přástkách (1884 v Poetických besedách XVIII., knižně ve Spisech sv. 32) [46]
- Na vlnách – román v písních (1886 v Osvětě, 1889 knižne, později ve Spisech sv. 39) [47]
- Obrázky (1888 v Poetických besedách, upravené a doplněné vydání 1904 ve Spisech sv. 37, třetí nezměněné vydání ve Spisech sv. 42) [48]
- Sekerník – románová kresba z Povltaví kolem Dolního Lipovska (1893 v Osvětě, knižně ve Spisech sv. 3)
- Bohatýři – zpěvy historické (1894)
- Tři zkazky – Braček-Ptáček (1877), Záměny (1879), Sudice (1860), společně ve Spisech sv. 5 [49]
- Zpěvy pošumavského dudáka – II. Zvěsti, II. Děje (1887–1890; 1900 ve Spisech sv. 16))
- Za dlouhých večerů – pověsti národní (1899 ve Spisech sv. 14) [50]
- Na černé hodince 1884–1886 (1900 ve Spisech sv. 14)
- V zášeru minulosti (1900 ve Spisech sv. 18)
- Z rodných hor (1901 ve Spisech sv. 24) [51]
- Biblické zvěsti (1903 ve Spisech sv. 31) [52]
- Východ i západ (1906 ve Spisech sv. 41) [53]
- Škůdci a dobrodruzi (1909 ve Spisech sv. 46) [54]
- Rozmanité zvěsti a drobné děje (1913 ve Spisech sv. 53) [55]
- Několik pověstí z Pošumaví (1914 ve Spisech sv. 54) [56]

### Próza
- O dvou přátelích (1860 v almanachu Máj)
- Nástin bájesloví slovanského a germanského (1863)
- O stavitelství devatenáctého století (1871 v Osvětě)
- Vltava (ve sborníku Čechy, díl II.)
- Zlatá stezka šumavská (1900 v Časopisu českých turistů)
- drobné vzpomínky v dětském časopise Malý čtenář (1901–1903) a Zvon (1905)
- Vzpomínky literární (1911 ve Spisech sv. 52). [57]